# 16214 Venkatachalam
16214 Venkatachalam (2000 CM87) là một tiểu hành tinh vành đai chính được phát hiện ngày 4 tháng 2 năm 2000 bởi nhóm nghiên cứu tiểu hành tinh gần Trái Đất phòng thí nghiệm Lincoln ở Socorro.